# Saulx-le-Duc
Saulx-le-Duc ist eine französische Gemeinde mit 248 Einwohnern (Stand: 1. Januar 2022) im Département Côte-d’Or in der Region Bourgogne-Franche-Comté. Sie gehört zum Arrondissement Dijon und zum Kanton Is-sur-Tille.

## Geographie
Saulx-le-Duc liegt etwa 23 Kilometer nordnordöstlich von Dijon. Umgeben wird Saulx-le-Duc von den Nachbargemeinden Poiseul-lès-Saulx im Norden und Nordwesten, Avelanges im Norden, Marey-sur-Tille im Nordosten, Is-sur-Tille und Diénay im Osten und Südosten, Villecomte im Süden, Tarsul im Süden und Südwesten sowie Courtivron im Westen.

## Bevölkerungsentwicklung
| Jahr                       | 1962 | 1968 | 1975 | 1982 | 1990 | 1999 | 2006 | 2013 | 2019 |
| Einwohner                  | 203  | 211  | 213  | 244  | 201  | 187  | 250  | 267  | 246  |
| Quellen: Cassini und INSEE |      |      |      |      |      |      |      |      |      |

## Sehenswürdigkeiten
- Kirche Notre-Dame-de-l’Assomption, 1844 erbaut
- Kapelle Saint-Siméon
- Kapelle Sainte-Anne in Luxerois

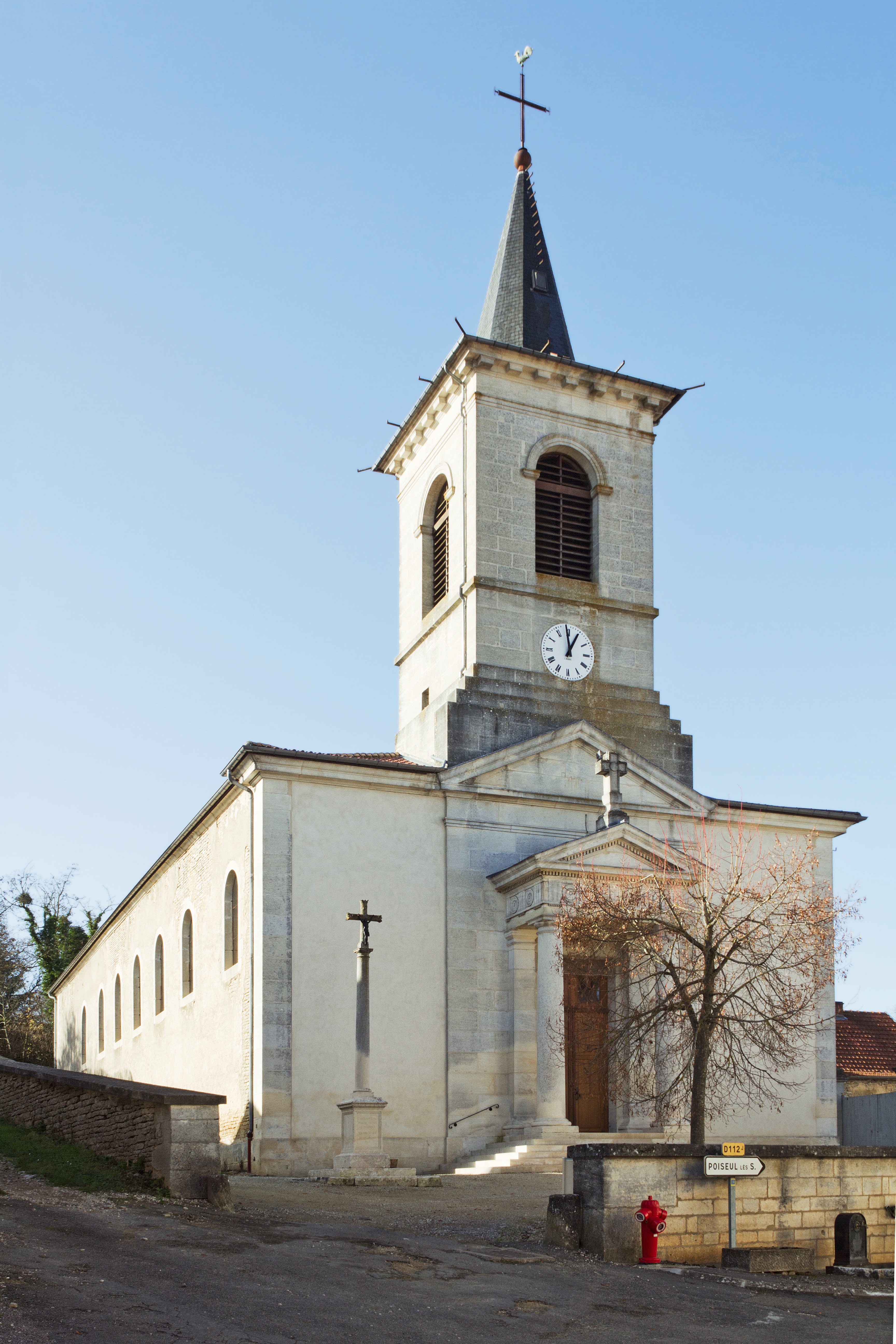
Kirche Notre-Dame-de-l’Assomption
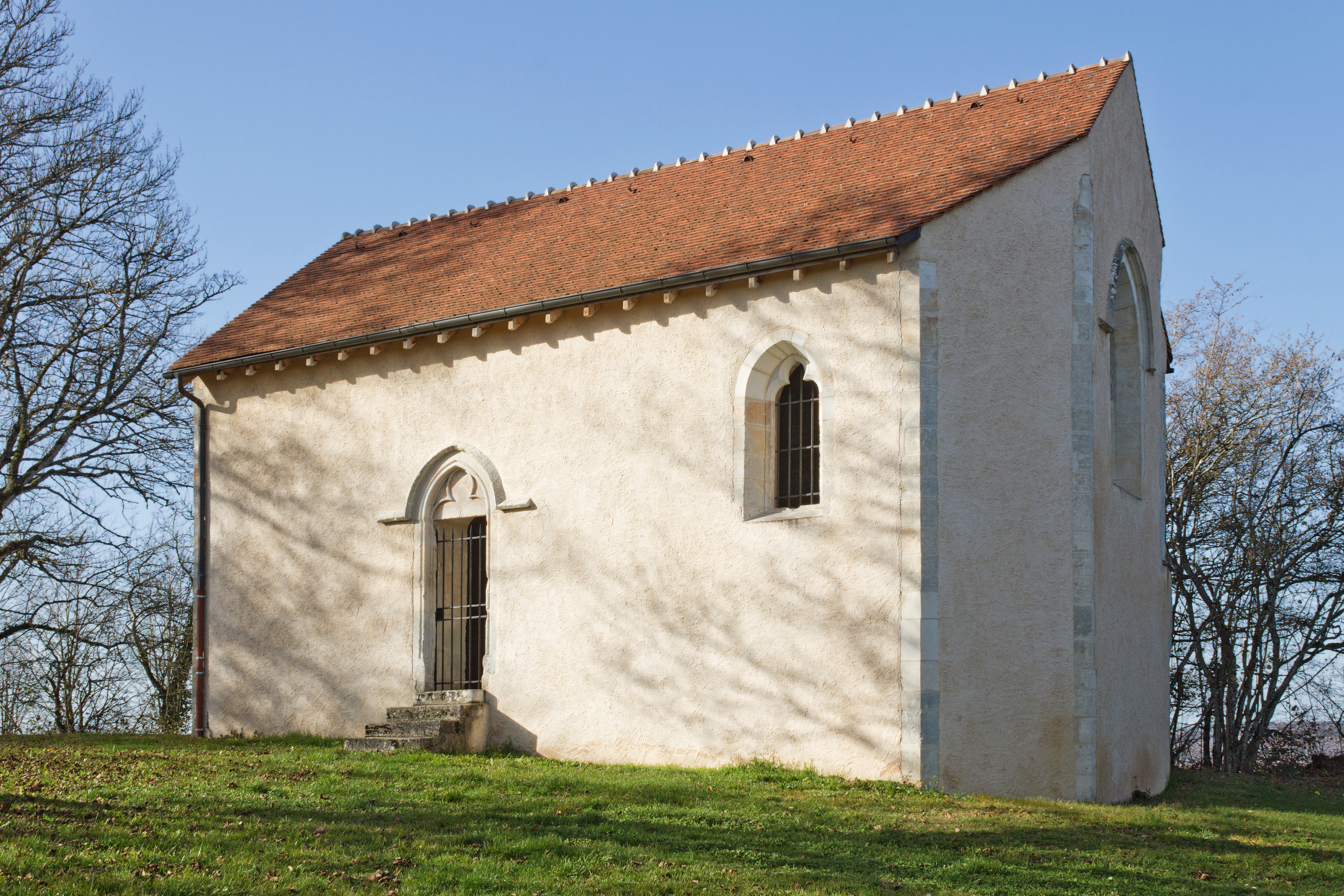
Kapelle Saint-Siméon
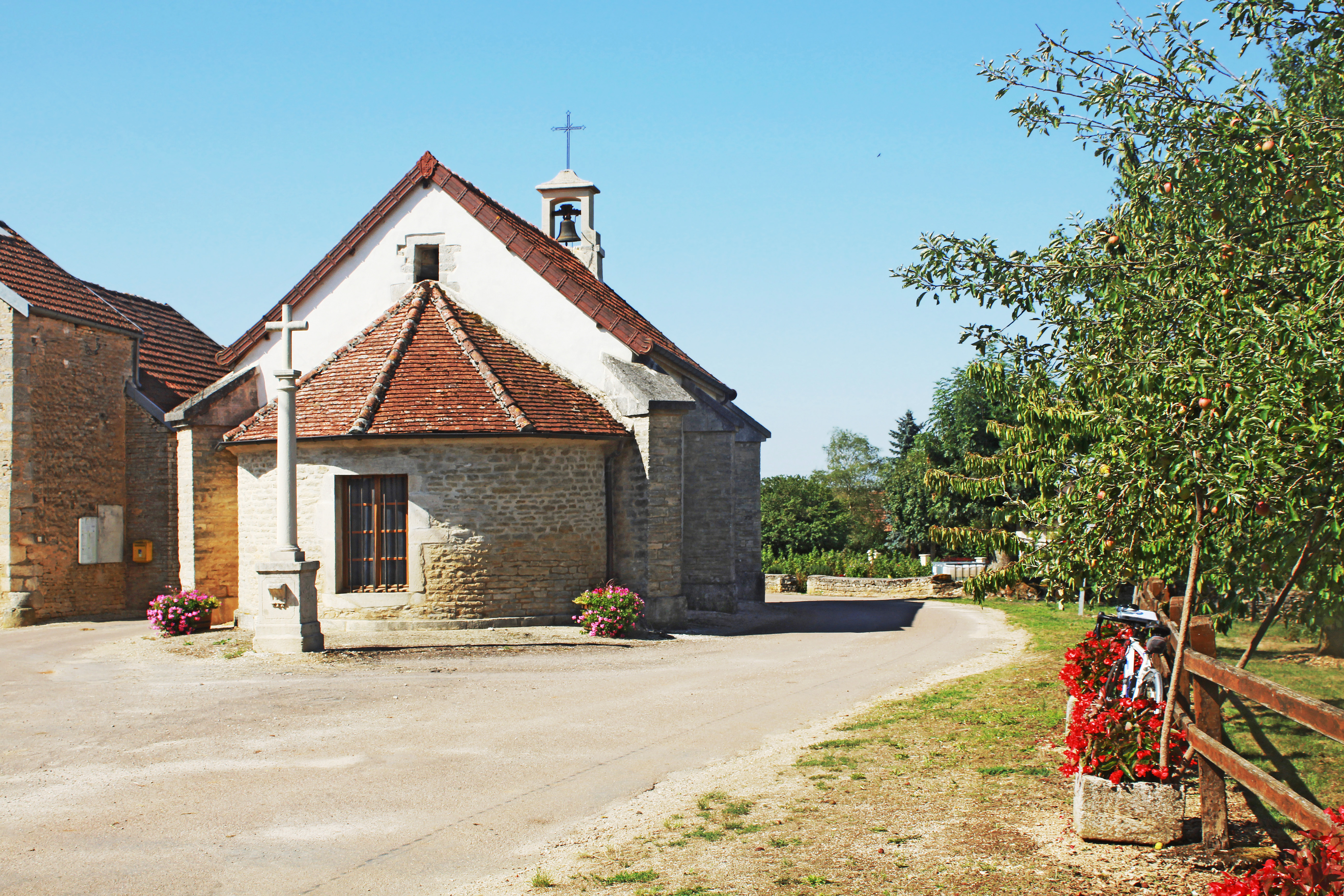
Kapelle Sainte-Anne